# Alfonso Córdoba
Alfonso Córdoba Mosquera, apodado como «El brujo», nació el 30 de agosto de 1926, en Quibdó, la capital del Chocó, en Colombia, y falleció en la misma ciudad el 26 de junio de 2009, a la edad de 83 años. Fue uno de los artistas más integrales de Colombia, además de uno de los más reconocidos del litoral pacífico, se le llamó el "DaVinci negro" dadas sus cualidades creativas y su obra extensísima. Fue compositor, intérprete, orfebre, tallador, diseñador de disfraces, constructor de instrumentos, investigador de los ritmos del Pacífico, formó siete orquestas, colaboró con la Orquesta Guayacan para la que compuso varios temas, fue galardonado en varias ocasiones por sus aportes a la cultura afrocolombiana, como el Premio Nacional de Joyería, un homenaje en el Festival de Música del Pacífico "Petronio Álvarez", y fue reconocido con la Gran Orden al Mérito Cultural, máximo reconocimiento otorgado por el Ministerio de Cultura de Colombia.
Inició su carrera tallando figuras de madera en su niñez y aprendiendo narración con su padre, Salomón Córdoba, quien inventaba historias para divertir a sus pasajeros, mientras los trasportaba en una barca sobre el río Atrato.
Su muerte dejó inacabados varios proyectos, como el de reunir un coro de niños para cantar a capela una selección de cantos típicos del pacífico colombiano y un trabajo que grabó con el grupo Guayacán que no vería publicado. Murió por problemas cardíacos que le obligaron a regresar a Quibdó, después de algunas grabaciones en Barranquilla.